# کانن ئی‌اواس ۶۰۰دی
کانن ئی‌اواس ۶۰۰دی (به انگلیسی: Canon EOS 600D) که در آمریکا با نام (به انگلیسی: Canon Rebel T3i) و در ژاپن با نام (به انگلیسی: Kiss X5) شناخته می‌شود دوربین جدید تک لنزی بازتابی (DSLR) شرکت کانن می‌باشد که پس از دوربین ۵۵٠دی به بازار آمده‌است و در رده دوربین‌های سری سطح مبتدی  دوربین‌های تک لنزی بازتابی (DSLR) کانن قرار می‌گیرد.
این دوربین با کیت لنز 18-55mm IS II عرضه می‌شود که از فناوری لرزش‌گیر پیشرفته‌تری نسبت به لنز 18-55mm IS قدیمی بهره می‌برد.از نقاط قوت این دوربین نسبت به مدل‌های پیشین خود می‌توان به صفحه نمایش چرخان و برخی تغییراتی که در ظاهر دوربین داده شده‌است اشاره کرد . همچنین سرعت فوکوس این دوربین در حالت استفاده از نمایش زنده کمی پایین می‌باشد .

## مشخصات کلی
- وزن: بدنه ۵۱۵ گرم
- مشخصات حسگر و پرونده: حسگر APS-C CMOS با کیفیت ۱۸٫۷ مگاپیکسل - اندازه ۱۴٫۹ × ۲۲٫۳ میلی‌متر - تکنولوژی تشخیص چهره - تکنولوژی تشخیص لبخند
- فیلم: ضبط ویدئویی با کیفیت فول اچ دی با سرعت‌های ۲۴، ۲۵، ۳۰ فریم بر ثانیه و کیفیت اچ دی با سرعت‌های ۵۰ و ۶۰ فریم بر ثانیه
- لنز: ۱۸-۵۵ میلی‌متر - بزرگنمایی اپتیکال ۳ برابر - زوم اپتیکال در حین فیلمبرداری
- فلاش: داخلی (Pop-Up) با برد ۱۳ متر با قابلیت نصب فلاش خارجی (Hot-shoe, E-TTL II)
- سرعت شاتر: از ۱/۴۰۰۰ ثانیه تا ۳۰ ثانیه
- سرعت عکاسی پیاپی: ۳٫۷ فریم بر ثانیه
- سنسور: Metering یا نورسنج ۶۳ نقطه‌ای [۱]
- حساسیت سنسور یا ISO: ایزو اتوماتیک و ۱۰۰ و ۲۰۰ و ۴۰۰ و ۸۰۰ و ۱۶۰۰ و ۳۲۰۰ و ۶۴۰۰ و (۱۲۸۰۰ در حالت تقویت شده)
- صفحه نمایش: ۳ اینچ چرخنده با رزولوشن ۱٬۰۴۰٬۰۰۰ پیکسل - Live View
- کارت حافظه: SD/SDHC/SDXC
- باتری: یون لیتیوم
- نام‌ها دیگر : Canon Rebel T3i, Canon Kiss X5

## نقاط قوت
- بهره‌گیری از کیت لنز Canon 18-55 IS II
- مجهز بودن به Speedlite Transmitter
- امکان استفاده از میکروفون خارجی (ورودی میکروفون)

## نقاط ضعف
- سرعت کند فوکوس خودکار در هنگام استفاده از مود نمای زنده Live View
- فشردن دکمه‌ها گاهی اوقات مشکل هستند

## واژه‌نامه
1. ↑  Entry Level